# Devizes Castle
Devizes Castle var en middelalderborg i byen Devizes, Wiltshire, England. Der er nu opført en victoriansk borg på stedet, som er listed building af første grad.
Den oprindelige borg, der ikke længere kan ses, blev fjernet og den nuværende bygning blev bygget ovenpå fundamentet. Kilder indikerer at borgen oprindeligt blev opført omkring 1080 som en tidlig normannisk motte and bailey-fæstning med træpalisader og et tårn. Den blev siden erstattet af en borg i sten.